# Хватит (альбом)
Хватит — второй студийный мини-альбом Гречки, состоящий из четырёх треков. Мини-альбом вышел 9 октября 2020 года. Небольшой проект состоит из акустических, меланхоличных песен, в которых певица делится своими чувствами и глубокими переживаниями. Песня «Хватит» посвящена мыслям о самоубийстве и сожалению о том, что близкого человека назовут первым подозреваемым, в «Исчезнуть» Гречка пытается убежать от вечеринок, ибо радость от них давно пропала, а в «Мире иллюзий» рушится гламурный образ шоу-бизнеса.

## Критика
Данила Головкин из Intermedia дал альбому 4 из 10 звёзд, сказав что:
В процессе прослушивания релиза хочется сказать: «Хватит!», но в то же время возникает вопрос: а как это вообще можно написать? Притом, не важно, в трезвом ли уме.

## Список композиций
Все данные взяты из Яндекс Музыки.
| №                   | Название                        | Длительность |
| ------------------- | ------------------------------- | ------------ |
| 1.                  | «Хватит»                        | 2:23         |
| 2.                  | «Исчезнуть»                     | 2:22         |
| 3.                  | «Мир иллюзий»                   | 1:49         |
| 4.                  | «Проснись моя настоящая любовь» | 2:33         |
| Общая длительность: | Общая длительность:             | 9:07         |